# Feliz
Feliz is een gemeente in de Braziliaanse deelstaat Rio Grande do Sul. De gemeente telt 12.198 inwoners (schatting 2009).

## Aangrenzende gemeenten
De gemeente grenst aan Alto Feliz, Bom Princípio, Linha Nova, Nova Petrópolis, São José do Hortêncio, São Sebastião do Caí en Vale Real.